# August Valentine Kautz
August Valentine Kautz (5 janvier 1828 – 4 septembre 1895) est un soldat américain d'origine allemande et officier de cavalerie de l'armée de l'Union pendant la guerre de Sécession. Il est l'auteur de plusieurs manuels de l'armée sur les services et les douanes et finalement adoptés par l'armée des États-Unis.

## Avant la guerre
Né à Ispringen, en grand-duché de Bade, Kautz immigre avec ses parents dans le comté de Brown, en Ohio, en 1832. Plus tard, il s'engage en tant que soldat dans le 1st Ohio Infantry, servant lors de la guerre américano-mexicaine de 1846 à 1847.
Entrant à l'académie militaire de West Point après la guerre, Kautz est diplômé de la promotion 1852. Il sert principalement à fort Steilacoom dans le nord-ouest Pacifique, où il est blessé à deux reprises avec le 4e régiment d'infanterie au cours des guerres des Rogue River contre les Amérindiens le long du fleuve Rogue en 1855, et sert également lors de la guerre du Puget Sound en 1856. Il est récompensé par une commission de lieutenant dans l'armée régulière.
Le 16 juillet 1857, Kautz fait ce qui est parfois crédité comme la première ascension du mont Rainier. On rapporte que Kautz a monté jusqu'au bord du cratère de Rainier, mais comme il n'a pas fait la marche finale vers Rainier's Columbia Crest, son ascension est souvent décrite comme étant incomplète.
Pendant son temps dans le Pacifique nord-ouest, Kautz devient un partisan du Chef Leschi, qui est exécuté en 1858. Kautz croit que l'exécution était illégale et que Leschi aurait dû être considéré comme un prisonnier de guerre. Peu de temps avant l'exécution de Leschi, Kautz publie deux éditions d'un journal le défendant. Le journal est appelé le Truth Teller, et son entête  déclare : « consacrée à la diffusion de la vérité et à la répression des balivernes ».
De 1859 à 1860, il voyage en Europe. En août 1860, sous les ordres du commandant George A. H. Blake (en), il voyage avec les recrues lors d'une marche de fort Benton jusqu'au fort Vancouver, commandant un détachement de 150 recrues, qui s'est détaché du groupe principal à Coeur d'Alene, en Idaho pour commencer le service à Colville Depot, dans le territoire de Washington,. Il retourne à l'est des États-Unis en avril 1861, peu de temps après le déclenchement des hostilités entre l'Union et la Confédération.

## Guerre de Sécession
Kautz est capitaine dans le 6e régiment de cavalerie lors de la campagne de la Péninsule d'avril à juillet 1862. Transféré sur le théâtre occidental, Kautz participe plus tard aux opérations en tant que colonel du 2nd Ohio Cavalry contre le général confédéré John Hunt Morgan lors de son raid particulièrement réussi derrière les lignes de l'Union dans l'Indiana et l'Ohio durant les mois de juin–juillet 1863, et sous le commandement du major général Ambrose Burnside, à la bataille de Knoxville de septembre à décembre 1863.
Promu brigadier général des volontaires, le 16 avril 1864, Kautz mène des opérations de cavalerie sous le commandement du major général Benjamin Butler lors des campagnes d'Ulysses S. Grant contre Richmond et Petersburg entre avril et juin 1864. Sa division de cavalerie fait partie de l'armée de la James et est forcée de se retirer de ses positions à White's Tavern à la suite d'une attaque par des parties du corps du lieutenant général confédéré Richard H. Anderson. Le 12 décembre 1864, le président Abraham Lincoln propose Kautz pour une nomination au brevet de major-général des volontaires, avec une date de prise de rang au 28 octobre 1864, et le sénat des États-Unis confirme la nomination le 14 février 1865. Il quitte le service actif des volontaires le 15 janvier 1866. Le 17 juillet 1866, le président Andrew Johnson propose Kautz pour une nomination au brevet de major-général de l'armée des États-Unis avec une date de prise de rang au 13 mars 1865, et le sénat des États-Unis confirme la nomination le 23 juillet 1866.
Au début d'avril 1865, Kautz marche dans Richmond au commandement d'une division de troupes de couleur qui appartient au XXVe corps de Godfrey Weitzel. Il est actif au cours de poursuite unioniste de Robert E. Lee, du 2 au 9 avril 1865, jusqu'à ce que Lee se rende à Appomattox Court House.

## Après la guerre de Sécession
Après la guerre, Kautz sert (de mai à juin 1865) dans le comité du procès, enquêtant sur les conspirateurs impliqués dans l'assassinat du président Abraham Lincoln, avant d'effectuer un service complet sur la frontière du sud-ouest, y compris en tant que commandant du département de l'Arizona et commandant du fort McDowell. Il est nommé commandant du département du Columbia en juillet 1891, avec le grade de brigadier général. Après avoir quitté le service militaire en 1892, il passe sa retraite jusqu'à sa mort à Seattle, dans l'État de Washington. Il est enterré au cimetière national d'Arlington.

## Publications
- The Company Clerk  (1863)
- Customs of Service for Non-Commissioned Officers and Soldiers (1864)
- Customs of Service for Officers (1866)